# ابی عروه
ابی عروه (به عربی: ابو اورواه) یک منطقهٔ مسکونی در عربستان سعودی است که در استان مکه واقع شده‌است.